# Temporada 1957-1958 del Liceu
En la temporada 1957-58, poc abans d'un Tristany i Isolda memorable amb Birgit Nilsson i Wolfgang Windgassen, el cèlebre José Iturbi va dirigir a un nen de 12 anys anomenat Josep Carreras, que representava el paper de Trujamán a El retablo de Maese Pedro.
| Temporada 1957-1958 del Liceu |                         |                                                  |                   | |           |                                |
| Òpera                         | Compositor              | Director musical                                 | Director d'escena | Papers principals | Producció | Dates                          |
| Il trovatore                  | Giuseppe Verdi          | Angelo Questa                                    | Enrico Frigerio   | Ugo Savarese, Anna Maria Rovere, Fedora Barbieri, Giuseppe Vertecchi (24 novembre) / Gianni Poggi (26, 30 novembre), Giuseppe Modesti, Maria Teresa Pujolà, Esteve Recasens, Vicenç Lliñà |           | 24, 26, 30 novembre            |
| Rigoletto                     | Giuseppe Verdi          | Nino Verchi                                      | Pau Civil         | Gianni Poggi, Ugo Savarese, Gianna D'Angelo, Giuseppe Modesti, Rina Corsi |           | 28 novembre, 3 i 8 de desembre |
| Maria Egiziaca                | Ottorino Respighi       | Rafael Pou                                       | Pau Civil         | Lina Richarte, Walter Cassel, Marcello di Giovanni, Maria Fàbregas, Maria Teresa Batlle, Pilar Tello                                                                                      |           | 28 de desembre                 |
| La vida breve                 | Manuel de Falla         | Josep Iturbi                                     | Pau Civil         | Amelia Ruival, Josep Maria Escolà, Manuel Ausensi, Maria Fàbregas, Manuel Santullano, Lluía Maria Andreu, Dídac Monjo                                                                     |           | 3 de gener                     |
| El retablo de Maese Pedro     | Manuel de Falla         | Josep Iturbi                                     | Pau Civil         | Manuel Ausensi, Josep Maria Escolà, Josep Carreras |           | 3 de gener                     |
| El amor brujo                 | Manuel de Falla         | Josep Iturbi                                     | Pau Civil         | Maria Fàbregas |           | 3 de gener                     |
| Thaïs                         | Jules Massenet          | Francesco Maria Martini                          |                   | Matteo Manuguerra, Michèle Le Bris, Robert Dumé, Míriam Ucelay, Christian Portanier |           | 16 al 25 de desembre           |
| Faust                         | Charles Gounod          |                                                  |                   | Enriqueta Tarrés |           | 19 de desembre                 |
| The Saint of Bleecker Street  | Gian Carlo Menotti      | Nino Verchi                                      |                   | Floriana Cavalli, Antonio Annaloro, Rina Corsi, Elvira Galassi, Giuseppe Modesti, Lluís Maria Andreu                                                                                      |           | desembre                       |
| Madama Butterfly              | Giacomo Puccini         | Carlo Felice Cillario, Angelo Questa (11 febrer) | Domenico Messina  | Renata Tebaldi, Giacinto Prandelli, Otello Borgonovo, Rina Corsi, Marcela Latorre, Dídac Monjo, Joan Rico, Guillermo Arróniz, Joan Rico                                                   |           | 23, 26 gener; 6, 11 febrer     |
| Così fan tutte                | Wolfgang Amadeus Mozart | Heinrich Hollresier                              | Viktor Pruschka   | Anneliese Kupfer, Ira Malaniuk, Alfred Poell, Ivo Žídek, Vilma Georgiu, Alois Pernestofer                                                                                                 |           | 19 de gener                    |
| Tristany i Isolda             | Richard Wagner          | Franz Konwitschny                                | Walter Pohl       | Wolfgang Windgassen, Ernst Wiemann, Birgit Nilsson, Erik Sundquist, László Szemere, Kerstin Meyer, Bartomeu Bardagí, Miquel Aguerri                                                       |           |                                |
| La bohème                     | Giacomo Puccini         | Carlo Felice Cillario                            |                   | Renata Tebaldi, Eugenio Fernandi, Manuel Ausensi, Silvana Zanolli, Ugo Novelli, Lluís Maria Andreu                                                                                        |           | febrer                         |
| Adriana Lecouvreur            | Francesco Cilea         | Carlo Felice Cillario                            |                   | Renata Tebaldi, Giacinto Prandelli, Manuel Ausensi, Adriana Lazzarini, Ugo Novelli, Maria Teresa Batlle, Dídac Monjo                                                                      |           | 9 de febrer                    |